# Chalda wa Tila al-Ali
Chalda wa Tila al-Ali (arab. خلدا و تلاع العلي) – miasto w Jordanii, w muhafazie Amman. Według danych szacunkowych na rok 2008 liczy 163 906 mieszkańców.